# 1990年フランスグランプリ
1990年フランスグランプリ（仏: 1990 Grand Prix de France）は、1990年F1世界選手権の第7戦として、1990年7月8日にポール・リカール・サーキットで決勝レースが開催された。

## 概要
ポール・リカールにおけるフランスGP開催は今回が最後となり、1991年から新設されたマニ・クールに舞台を移した。フランスGPは2008年をもって一旦カレンダーから外れ、2018年から再びポール・リカールで復活することになる。なお、1990年は路面が再舗装され、スムーズな路面が「レイトンハウス勢の快走」というドラマを演出することになった。

## 予選
予選2列目まではマクラーレンとフェラーリの二強が分け合った。フェラーリは新型037エンジンを予選用として投入し、ナイジェル・マンセルがポールポジションを獲得。マンセルのポールはウィリアムズ-ホンダに在籍していた頃の1987年メキシコGP以来2年9カ月ぶりとなった。1989年ベルギーGPから続いてきたマクラーレン勢の連続ポールは12戦でストップした。
前戦メキシコGPで2台とも予選落ちしたレイトンハウスは、今回空力を改良したCG901Bを持ち込み、イヴァン・カペリが7位、マウリシオ・グージェルミンが10位で2台ともトップ10入りした。

### 予備予選
| 順位 | No | ドライバー               | コンストラクター       | タイム   | 差        |
| ---- | -- | ------------------------ | ---------------------- | -------- | --------- |
| 1    | 29 | エリック・ベルナール     | ローラ・ランボルギーニ | 1'05.165 | —         |
| 2    | 30 | 鈴木亜久里               | ローラ・ランボルギーニ | 1'06.505 | +1.340    |
| 3    | 17 | ガブリエル・タルキーニ   | AGS・フォード          | 1'07.232 | +2.067    |
| 4    | 18 | ヤニック・ダルマス       | AGS・フォード          | 1'08.151 | +2.986    |
| DNPQ | 14 | オリビエ・グルイヤール   | オゼッラ・フォード     | 1'08.219 | +3.054    |
| DNPQ | 33 | ロベルト・モレノ         | ユーロブルン・ジャッド | 1'09.885 | +4.720    |
| DNPQ | 34 | クラウディオ・ランジェス | ユーロブルン・ジャッド | 1'10.368 | +5.203    |
| DNPQ | 31 | ベルトラン・ガショー     | コローニ・スバル       | 4'02.465 | +2'57.300 |
| DNPQ | 39 | ブルーノ・ジャコメリ     | ライフ                 | —        | —         |

### 予選
| 順位 | No | ドライバー                 | コンストラクター         | タイム   | 差     |
| ---- | -- | -------------------------- | ------------------------ | -------- | ------ |
| 1    | 2  | ナイジェル・マンセル       | フェラーリ               | 1'04.402 | —      |
| 2    | 28 | ゲルハルト・ベルガー       | マクラーレン・ホンダ     | 1'04.512 | +0.110 |
| 3    | 27 | アイルトン・セナ           | マクラーレン・ホンダ     | 1'04.549 | +0.147 |
| 4    | 1  | アラン・プロスト           | フェラーリ               | 1'04.781 | +0.379 |
| 5    | 19 | アレッサンドロ・ナニーニ   | ベネトン・フォード       | 1'05.009 | +0.607 |
| 6    | 6  | リカルド・パトレーゼ       | ウィリアムズ・ルノー     | 1'05.059 | +0.657 |
| 7    | 16 | イヴァン・カペリ           | レイトンハウス・ジャッド | 1'05.369 | +0.967 |
| 8    | 5  | ティエリー・ブーツェン     | ウィリアムズ・ルノー     | 1'05.446 | +1.044 |
| 9    | 20 | ネルソン・ピケ             | ベネトン・フォード       | 1'05.640 | +1.238 |
| 10   | 15 | マウリシオ・グージェルミン | レイトンハウス・ジャッド | 1'05.818 | +1.416 |
| 11   | 29 | エリック・ベルナール       | ローラ・ランボルギーニ   | 1'05.852 | +1.450 |
| 12   | 26 | フィリップ・アリオー       | リジェ・フォード         | 1'05.980 | +1.578 |
| 13   | 4  | ジャン・アレジ             | ティレル・フォード       | 1'06.084 | +1.682 |
| 14   | 30 | 鈴木亜久里                 | ローラ・ランボルギーニ   | 1'06.100 | +1.598 |
| 15   | 3  | 中嶋悟                     | ティレル・フォード       | 1'06.563 | +2.161 |
| 16   | 11 | デレック・ワーウィック     | ロータス・ランボルギーニ | 1'06.624 | +2.222 |
| 17   | 12 | マーティン・ドネリー       | ロータス・ランボルギーニ | 1'06.647 | +2.245 |
| 18   | 9  | ミケーレ・アルボレート     | アロウズ・フォード       | 1'06.847 | +2.445 |
| 19   | 25 | ニコラ・ラリーニ           | リジェ・フォード         | 1'06.856 | +2.444 |
| 20   | 8  | ステファノ・モデナ         | ブラバム・ジャッド       | 1'06.937 | +2.535 |
| 21   | 22 | アンドレア・デ・チェザリス | ダラーラ・フォード       | 1'07.137 | +2.735 |
| 22   | 10 | アレックス・カフィ         | アロウズ・フォード       | 1'07.207 | +2.805 |
| 23   | 23 | ピエルルイジ・マルティニ   | ミナルディ・フォード     | 1'07.315 | +2.913 |
| 24   | 21 | エマニュエル・ピロ         | ダラーラ・フォード       | 1'07.687 | +3.285 |
| 25   | 7  | デビッド・ブラバム         | ブラバム・ジャッド       | 1'07.733 | +3.331 |
| 26   | 18 | ヤニック・ダルマス         | AGS・フォード            | 1'07.926 | +3.524 |
| DNQ  | 24 | パオロ・バリッラ           | ミナルディ・フォード     | 1'08.008 | +3.606 |
| DNQ  | 17 | ガブリエル・タルキーニ     | AGS・フォード            | 1'08.147 | +3.745 |
| DNQ  | 35 | グレガー・フォイテク       | オニクス・フォード       | 1'08.232 | +3.830 |
| DNQ  | 36 | J.J.レート                 | オニクス・フォード       | 1'08.487 | +4.085 |
| 出典 |    |                            |                          |          |        |

## 決勝
夏のヨーロッパラウンドの幕開けとなる南仏ポール・リカールは、陽炎が立ちのぼる快晴、高温のコンディションとなった。
前年、スタート直後にマルチクラッシュが起きた1コーナーでは、今年は混乱は起きなかった。続くミストラルストレートでベルガーがマンセルをパスして首位に浮上。2周目にはセナもマンセルを抜いてマクラーレンがワンツー体制に持ち込んだ。しかし、先頭ベルガーのペースが上がらず、セナ、マンセル、ナニーニまでの4台が先頭集団を形成。以下、パトレーゼ、プロスト、ピケ、アレジ、カペリまでが10秒差以内で周回を重ねた。
80周レースの20周を過ぎると、各車がタイヤ交換のタイミングを迎えた。28周目にピットインしたベルガーは左リアタイヤの交換に12.7秒を要した。30周目にセナもピットインしたが、またも左リアタイヤ装着に16.6秒もかかってしまい、マクラーレンの2台は優勝争いから後退した。
33周目、パトレーゼが上位勢で最後にピットインすると、タイヤを交換していないレイトンハウスのカペリとグージェルミンがワンツー走行となり、3位プロスト以下、ナニーニ、マンセル、セナ、ピケ、ベルガー、パトレーゼと順位が変動した。「タイヤ1回交換」がセオリーと思われていた中、レイトンハウスは硬めのタイヤで80周を走り切る作戦を選んでいた。
2位グージェルミンは20周近くプロストを抑えていたが、54周目にプロストに抜かれ、58周目にエンジン故障でリタイアした。プロストはすぐにカペリに追いついたが、ミストラルの最高速が伸びるレイトンハウスを攻め切れず、カペリの初優勝が見えてきた。72周目には7位のマンセル、75周目には3位のナニーニがリタイア。カペリのマシンも油圧が低下し始め、プロストが最後のチャージをかける。78周目、高速「シーニュ」でぴたりと背後につき、続く「ボーセ」への飛び込みでインに入り、残り3周でトップに浮上。地元観衆の歓声を浴びながらチェッカーを受け、ポイントランキング首位のセナに3点差まで接近した。この2年間、チームの低迷に苦しんできたカペリは、2位表彰台でこぼれる涙をぬぐった。
プロストのフランスGP制覇は3年連続5回目。F1世界選手権が開幕した1950年から40年間参戦してきたフェラーリは、この勝利によって通算100勝に到達した。

### 結果
| 順位 | No | ドライバー                 | コンストラクター         | 周回 | タイム/リタイア    | グリッド | ポイント |
| ---- | -- | -------------------------- | ------------------------ | ---- | ------------------ | -------- | -------- |
| 1    | 1  | アラン・プロスト           | フェラーリ               | 80   | 1:33'29.606        | 4        | 9        |
| 2    | 16 | イヴァン・カペリ           | レイトンハウス・ジャッド | 80   | +8.626             | 7        | 6        |
| 3    | 27 | アイルトン・セナ           | マクラーレン・ホンダ     | 80   | +11.606            | 3        | 4        |
| 4    | 20 | ネルソン・ピケ             | ベネトン・フォード       | 80   | +41.207            | 9        | 3        |
| 5    | 28 | ゲルハルト・ベルガー       | マクラーレン・ホンダ     | 80   | +42.219            | 2        | 2        |
| 6    | 6  | リカルド・パトレーゼ       | ウィリアムズ・ルノー     | 80   | +1'09.351          | 6        | 1        |
| 7    | 30 | 鈴木亜久里                 | ローラ・ランボルギーニ   | 79   | +1 Lap             | 14       |          |
| 8    | 29 | エリック・ベルナール       | ローラ・ランボルギーニ   | 79   | +1 Lap             | 11       |          |
| 9    | 26 | フィリップ・アリオー       | リジェ・フォード         | 79   | +1 Lap             | 12       |          |
| 10   | 9  | ミケーレ・アルボレート     | アロウズ・フォード       | 79   | +1 Lap             | 18       |          |
| 11   | 11 | デレック・ワーウィック     | ロータス・ランボルギーニ | 79   | +1 Lap             | 16       |          |
| 12   | 12 | マーティン・ドネリー       | ロータス・ランボルギーニ | 79   | +1 Lap             | 17       |          |
| 13   | 8  | ステファノ・モデナ         | ブラバム・ジャッド       | 78   | +2 Laps            | 20       |          |
| 14   | 25 | ニコラ・ラリーニ           | リジェ・フォード         | 78   | +2 Laps            | 19       |          |
| 15   | 7  | デビッド・ブラバム         | ブラバム・ジャッド       | 77   | +3 Laps            | 25       |          |
| 16   | 19 | アレッサンドロ・ナニーニ   | ベネトン・フォード       | 75   | 電気系             | 5        |          |
| 17   | 18 | ヤニック・ダルマス         | AGS・フォード            | 75   | +5 Laps            | 26       |          |
| 18   | 2  | ナイジェル・マンセル       | フェラーリ               | 72   | エンジン           | 1        |          |
| DSQ  | 22 | アンドレア・デ・チェザリス | ダラーラ・フォード       | 78   | 失格               | 21       |          |
| Ret  | 3  | 中嶋悟                     | ティレル・フォード       | 63   | ギアボックス       | 15       |          |
| Ret  | 15 | マウリシオ・グージェルミン | レイトンハウス・ジャッド | 58   | エンジン           | 10       |          |
| Ret  | 23 | ピエルルイジ・マルティニ   | ミナルディ・フォード     | 40   | 電気系             | 23       |          |
| Ret  | 4  | ジャン・アレジ             | ティレル・フォード       | 23   | ディファレンシャル | 13       |          |
| Ret  | 10 | アレックス・カフィ         | アロウズ・フォード       | 22   | サスペンション     | 22       |          |
| Ret  | 5  | ティエリー・ブーツェン     | ウィリアムズ・ルノー     | 7    | エンジン           | 8        |          |
| Ret  | 21 | エマニュエル・ピロ         | ダラーラ・フォード       | 7    | ブレーキ           | 24       |          |
| 出典 |    |                            |                          |      |                    |          |          |

## レース後の選手権順位
| 順位 | ドライバー           | ポイント |
| ---- | -------------------- | -------- |
| 1    | アイルトン・セナ     | 35       |
| 2    | アラン・プロスト     | 32       |
| 3    | ゲルハルト・ベルガー | 25       |
| 4    | ネルソン・ピケ       | 16       |
| 5    | ジャン・アレジ       | 13       |
| 5    | ナイジェル・マンセル | 13       |
| 出典 |                      |          |

| 順位 | コンストラクター    | ポイント |
| ---- | ------------------- | -------- |
| 1    | マクラーレン-ホンダ | 60       |
| 2    | フェラーリ          | 45       |
| 3    | ベネトン-フォード   | 23       |
| 4    | ウィリアムズ-ルノー | 21       |
| 5    | ティレル-フォード   | 14       |
| 出典 |                     |          |

- 注記：ランキング上位5位まで記載。